# Roger Money-Kyrle
Roger Money-Kyrle, né à Much Marcle, dans le Hertfordshire, le 31 janvier 1898, et mort à Londres le 29 juillet 1980, est un psychanalyste britannique.

## Biographie
Roger Money-Kyrle est le fils d'Audley Walter Washbourne Money-Kyrle, un officier britannique qui meurt lorsqu'il a dix ans, et de Florence Cecilia Smith-Bosanquet. 
Il fait ses études secondaires à Eton. À 18 ans, il est mobilisé durant la Première Guerre mondiale et s'enrôle dans le Royal Flying Corps. 
À la fin de la guerre, il reprend ses études au Trinity College de Cambridge, où il suit des cours de licence en physique et mathématiques, puis obtient son diplôme en philosophie. Il s'intéresse à la psychanalyse, et commence  une analyse avec Ernest Jones en 1919. Il épouse Helen Juliet Rachel « Minora » Fox, une anthropologue qu'il a rencontrée à Cambridge durant leurs études, et ils ont quatre enfants.
En 1919, il s'installe à Vienne durant quatre ans, où il prépare un doctorat en philosophie, tout en faisant une deuxième analyse avec Sigmund Freud. Il soutient une thèse intitulée « Beitrage fur Wirklichkeitslehre », (« Contribution à la théorie de la réalité»), puis il rentre en Angleterre, où il complète son parcours par une deuxième thèse, en anthropologie, intitulée « The Means of Sacrifice », qu'il soutient à l'University College de Londres, sous la direction de John Carl Flügel, en 1929. Il la publie en 1930. Dès 1928, il est membre associé de la Société britannique de psychanalyse. En 1936, il fait une analyse didactique avec Melanie Klein et devient membre à part entière de la société psychanalytique, puis membre didacticien en 1949.
Durant la Seconde Guerre mondiale, il est mobilisé au ministère de la Défense, puis après la guerre, il est envoyé en mission avec John Rickman, à la German Personnel Research Branche, à Berlin.
À son retour à Londres, il mène des activités de psychanalyste et d'essayiste, apportant sa contribution à l'élaboration théorique kleinienne et à l'application culturelle et sociale des phénomènes généralement liée à la philosophie et à la sociologie.

## Publications
- The Meaning of Sacrifice, 1929
- Man's Picture of His World: A Psycho-analytic Study. International Universities Press, 1961
- Donald Meltzer et Edna O’Shaughnessy (éd.), The Collected Papers of Roger Money-Kyrle, Harris Meltzer Trust/Karnac Books, 2015, 512 p.  (ISBN 9781782202929)
- Psychoanalysis and Politics: a Contribution to the Psychology of Politics and Morals, Duckworth, 1951.